# Паклени оток
Паклени оток је југословенски драмски филм из 1979. године, који је режирао Владимир Тадеј.
Паклени оток је приказан на 26. Пулском филмском фестивалу 1979. године.

## Радња
После капитулације Италије у Другом светском рату Немачке трупе журе да преузму контролу над Далматинском обалом. Партизански бродић који је препун избеглица покушава да доспе у безбедну зону, али због буре мора да стане уз мало острво. Док посада покушава да поправи бродић Немци стижу из оближњег залива.

## Улоге
| Глумац                 | Улога                                |
| ---------------------- | ------------------------------------ |
| Аљоша Вучковић         | Марин                                |
| Клаус Левич            | Њемачки наредник                     |
| Павле Вуисић           | Капетан Бартул                       |
| Славко Штимац          | Тонко                                |
| Беба Лончар            | Другарица Тања                       |
| Ричард Харисон         | Амерички наредник Тејлор             |
| Крунослав Шарић        | Вице, Командир Партизанског разарача |
| Петер Карстен          | Заповједник њемачког брода           |
| Миодраг Крстовић       | Бошњо                                |
| Ружица Сокић           | Љиљина Мајка                         |
| Игор Гало              | Капо                                 |
| Милан Срдоч            | Стари Пилип                          |
| Ивица Пајер            | Партизански командант                |
| Слободан Велимировић   | Њемачки официр Хелмут                |
| Јелица Влајки          | Старица                              |
| Вера Зима              | Божена                               |
| Нада Гаћешић-Ливаковић | Рањена партизанка                    |
| Жељка Тодоровић        | Љиља                                 |
| Никола Заниновић       | Њемачки војник Карл                  |